# Orwa Nyrabia
Pour les articles homonymes, voir Nyrabia.
Orwa Nyrabia (en arabe : عروة النيربية), né le 16 décembre 1977, est un cinéaste, producteur et directeur artistique indépendant syrien, aussi défenseur des droits humains.
Il est cofondateur du Festival international du film documentaire DOX BOX en Syrie. Nyrabia réside à Berlin, en Allemagne, depuis fin 2013. En janvier 2018, Nyrabia est devenu le directeur du Festival international du film documentaire d'Amsterdam (IDFA).

## Biographie
Nyrabia est titulaire d'un diplôme d'acteur de l'Institut supérieur des arts dramatiques de Damas, en Syrie. De 1997 à 2002, Nyrabia écrit régulièrement pour le quotidien libanais As-Safir. En 2004, il joue dans La Porte du soleil de Yousry Nasrallah. Le film, une adaptation du roman éponyme d'Elias Khoury, est projeté au Festival de Cannes 2004. Nyrabia travaille également sur plusieurs longs métrages en tant que premier assistant réalisateur.
Le plus important des films produits par Nyrabia est le documentaire Dolls, A Woman from Damascus (2008) de sa compagne, la cinéaste syrienne Diana El Jeiroudi. Le film et projeté dans plus de quarante pays à travers le monde, à la télévision, dans des festivals et des expositions d'art.
En 2012, il est victime de disparition forcée pendant plusieurs semaines, avant d'être relâché par le régime syrien de Bachar el-Assad.
En 2013, alors qu'il réside en Égypte, Nyrabia produit le film documentaire Return to Homs du cinéaste syrien Talal Derki, qui est le tout premier film du monde arabe à ouvrir le prestigieux Festival international du film documentaire d'Amsterdam (IDFA), en novembre 2013. Return To Homs remporte de nombreux prix dont le Grand Prix du Jury du Festival du film de Sundance 2014.
En 2014, il et l'un des producteurs du film très acclamé Eau argentée, Syrie autoportrait (Silvered Water, Syria Self-Portrait), réalisé par le cinéaste syrien Ossama Mohammed en collaboration avec Wiam Simav Bedirxan, présenté en première en Sélection officielle du Festival de Cannes, et qui reçoit de très bonnes critiques critique de la presse, notamment du Monde et de Variety. Le succès de Nyrabia en 2014 est souligné par l'émission 60 Minutes de CBS.

## Récompenses et distinctions
- (en) Orwa Nyrabia: Awards, sur l'Internet Movie Database